# Iparcsarnok (Budapest)

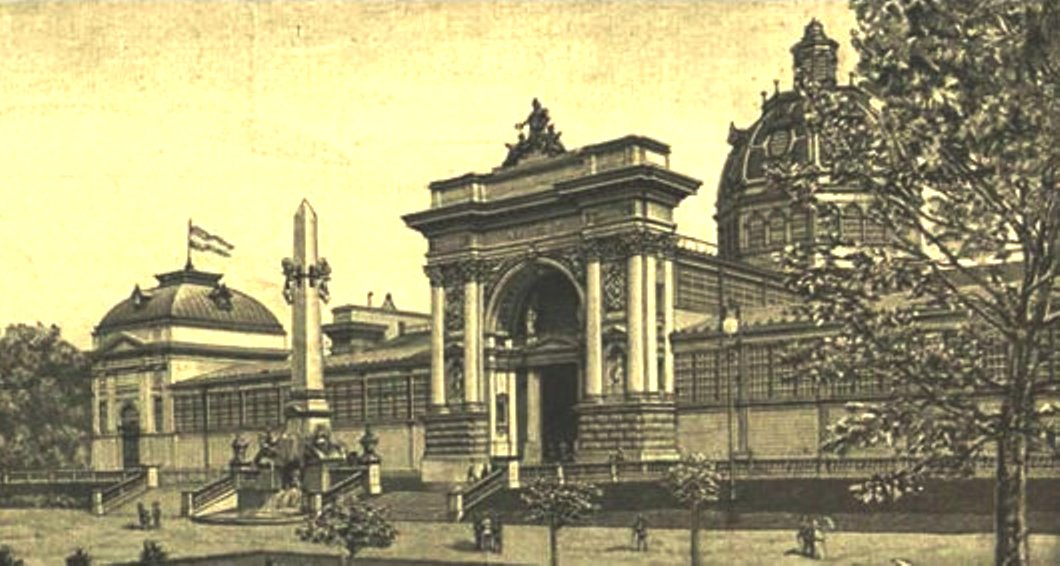
Az Iparcsarnok 1896-ban

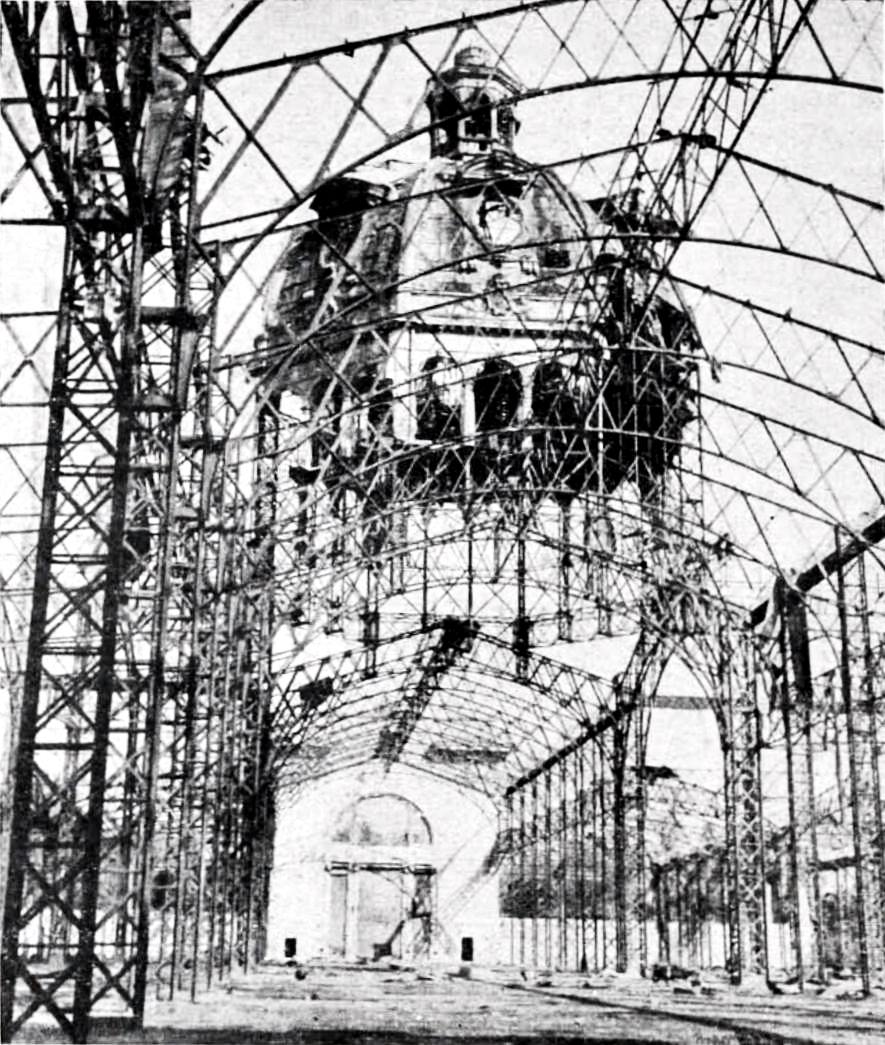
A kiégett Iparcsarnok 1945-ben

A budapesti Iparcsarnokot az 1885-ös Országos Általános Kiállításra építették.

## Története
Az épület Ulrich Keresztély tervei alapján Kohn Jánosnak, a Schlick gyár későbbi vasszerkezeti tervezőjének elgondolása szerint épült fel. A neoreneszánsz stílusú épület központi részét kupola koronázta. Saroképületei kőből épültek, az összeköttetések vasból. A diadalkapura emlékeztető főbejárat fölött Hungária szobra állt. Az Iparcsarnokot az iparművészeti gyűjtemény bemutatására építették. A kiállítás bezárása után Kereskedelmi Múzeum (a későbbi Magyar Kereskedelmi és Vendéglátóipari Múzeum előde) lett. 1896-ra kibővítették és az Ezredévi Kiállítás egyik központja lett. Ezután ismét a Kereskedelmi Múzeum vette át 1905-ig. Ezt követően továbbra is művelődési célokra használták (elsősorban a Néprajzi Múzeum részéről), különböző kiállításokat szerveztek benne. Itt zajlott le 1917. november 25-én az orosz forradalom melletti rokonszenv munkástüntetés. A második világháború végéig kiállításokat rendeztek benne, a Budapesti Nemzetközi Vásár helyszíne volt.
Az épület Budapest ostroma alatt kiégett, tetőszerkezete elpusztult. A második világháború pusztításai után nem építették újjá. Épületének törmelékeit a közeli Király-domb építéséhez használták fel.
A helyén épült fel 1947-ben a Városligetben működő Budapesti Nemzetközi Vásár legnagyobb, 5. számú csarnoka. A rohamtempójú építkezéshez az Iparcsarnok megmaradt alapjait és padlószintjét is felhasználták. A vásár 1974-es Kőbányára költöztetése (HUNGEXPO) után az épület bútorraktárként funkcionált, majd a teljes átépítését követően 1985 és 2015 között Petőfi Csarnok néven ifjúsági szabadidőközpont és repülési múzeum működött benne.
Az épület teljes lebontásra került, a tervek szerint a helyén az Új Nemzeti Galéria épül, ezzel 130 év után az egykori Iparcsarnok utolsó maradványai, az alapozás és a padlószint is eltűntek.